# جوخه معاون هالیوود
جوخه معاون هالیوود یا تیم معاون هالیوود (به انگلیسی: Hollywood Vice Squad) فیلمی محصول سال ۱۹۸۶ و به کارگردانی پنلوپه اسفیریس است. در این فیلم بازیگرانی همچون رانی کاکس، کری فیشر، فرانک گورشین، تریش ون دیویر، جوئی تراولتا، جولیوس هریس، ماروین کاپلان و رابین رایت ایفای نقش کرده‌اند.